# Sonata para dos pianos y percusión

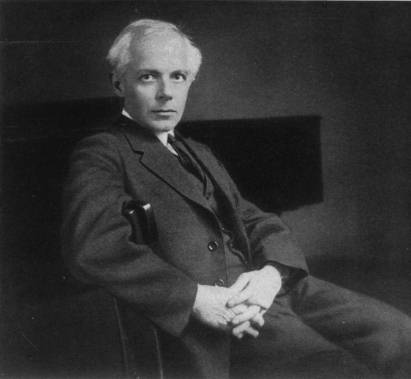
Béla Bartók 1927

La Sonata para dos pianos y percusión, Sz. 110, BB 115, es una pieza musical escrita por el compositor húngaro Béla Bartók en 1937.  Fue estrenada por Bartók y su segunda esposa, Ditta Pásztory-Bartók, con los percusionistas Fritz Schiesser y Philipp Rühlig en el concierto de aniversario de la Sociedad Internacional de Música Contemporánea (ISCM) del 16 de enero de 1938 en Basilea,  donde recibió elogios entusiastas. Bartók y su esposa también tocaron las partes de pianos en el estreno americano que tuvo lugar en Town Hall de Nueva York en 1940, con los percusionistas Saul Goodman y Henry Deneke.  Desde entonces se ha convertido en una de las obras más interpretadas de Bartók.
La partitura requiere de cuatro intérpretes: dos pianistas y dos percusionistas, que tocan siete instrumentos entre ellos: timbales, bombo, platillos, triángulo, caja, tam-tam (gong). y xilófono . En la partitura publicada, el compositor proporciona instrucciones muy detalladas para los percusionistas, estipulando, por ejemplo, qué parte de un platillo suspendido debe golpearse con qué tipo de baqueta. También proporciona instrucciones precisas para la disposición espacial de los cuatro intérpretes y sus instrumentos. 

## Movimientos
La obra tiene tres movimientos:

### I.Assai lento – Allegro molto
El primer movimiento está planteado como una versión modificada de la forma sonata tradicional. Hay secciones claramente delineadas (introducción, exposición, desarrollo, recapitulación y coda), pero Bartók evita las relaciones habituales entre tonalidades, comenzando el movimiento en fa ♯ y terminando en do mayor, con excursiones a varias tonalidades inesperadas en medio. Esta relación estructural de tritono no es inusual para Bartókya que se puede encontrar en muchas de sus otras composiciones, incluido el primer movimiento de su conocida obra, Música para cuerda, percusión y celesta. El ritmo de este movimiento es variado en un compás de 9
8. La duración del movimiento también es atípica en la forma sonata clásica, ya que constituye la mitad del tiempo de ejecución de toda la obra. 

### II.Lento, ma non troppo
Este movimiento muestra la forma ternaria A – B – A clásica del "movimiento medio" de una sonata. Es un ejemplo del lenguaje de "música nocturna" de Bartók. 

### III.Allegro no troppo
El tercer movimiento es una danza similar a un rondó, que empieza y termina en do mayor. Los pianos introducen el movimiento, secundados por el xilófono. Al final de la obra después de las últimas notas de los pianos, hay un dueto final para caja y platillo, y la sonata termina de manera extremadamente silenciosa. 

## Versión de concierto
En 1940, por sugerencia de su editor y agente, Heinsheimer, Bartók orquestó la sonata como Concierto para dos pianos, percusión y orquesta. Las partes de los cuatro solistas se mantienen esencialmente sin cambios.  El estreno mundial tuvo lugar en el Royal Albert Hall de Londres, en un concierto de la Royal Philharmonic Society el 14 de noviembre de 1942, con los percusionistas Ernest Gillegin y Frederick Bradshaw y el entonces matrimonio formado por los pianistas Louis Kentner e Ilona Kabos, con la Filarmónica de Londres, dirigida por Sir Adrian Boult.  Al año siguiente el compositor y Ditta Pásztory-Bartók fueron los solistas de piano en una interpretación en el Carnegie Hall de Nueva York el 21 de enero de 1943, con la Filarmónica de Nueva York dirigida por el también húngaro Fritz Reiner.  Esta fue la última aparición pública de Bartók como intérprete.  Murió de leucemia en 1945.

## Ballet
Kenneth MacMillan utilizó esta sonata para su ballet de 1975 Rituals para The Royal Ballet de Londres. 